# Lord Thomas and Fair Annet
Лорд Томас и прекрасная Аннет (англ. Lord Thomas and Fair Annet; Чайлд 73 , Рауд 4) — английская народная песня-баллада.

## Сюжет
Лорд Томас (или Милый Уилли) влюблен в Прекрасную Аннет (в некоторых вариантах Энни, Элиор или Элендер) но у неё маленькое приданное. Он просит совета. Его отец, мать и брат (или некоторые из них) советуют жениться на коричневой горничной с богатым приданым. Его мать обещает проклясть его, если он женится на Аннет, и благословить его, если он женится на коричневой горничной. Его сестра предупреждает его, что её приданое может быть потеряно, и тогда он останется только с отвратительной невестой. Тем не менее он принимает совет своей матери.
Прекрасная Аннет одевается как можно шикарнее и идет на свадьбу. Коричневая горничная настолько ревнива, что закалывает Аннет ножом. Лорд Томас закалывает коричневую горничную и себя до смерти. Роза растет из могилы Прекрасной Аннет, шиповник из могилы лорда Томаса, и они растут вместе.

## Варианты баллады
Известны региональные и печатные варианты баллады под многими названиями, в том числе «Прекрасная Элеонора», «Лорд Томас и прекрасная Эллендер», «Прекрасная Эллен и коричневая служанка», «Свадьба лорда Томаса», «Коричневая невеста» и другие.
Существует несколько скандинавских вариантов этой баллады, хотя мужчина не отвергает женщину по совету своих друзей в них.